# Puchar Luksemburga w piłce siatkowej mężczyzn (2023/2024)
Puchar Luksemburga w piłce siatkowej mężczyzn 2023/2024 (oficjalnie: Loterie Nationale Coupe de Luxembourg 2023/2024) – 58. edycja rozgrywek o siatkarski Puchar Luksemburga zorganizowana przez Luksemburski Związek Piłki Siatkowej (Fédération Luxembourgeoise de Volleyball, FLVB). Zainaugurowana została 4 listopada 2023 roku. Brały w niej udział kluby z Novotel-Ligue, Division 1, Division 2 i Division 3.
Rozgrywki składały się z 1/8 finału, ćwierćfinałów oraz turnieju finałowego. We wszystkich rundach rywalizacja toczyła się systemem pucharowym, a o awansie decydowało jedno spotkanie.
Turniej finałowy odbył się w dniach 24-25 marca 2023 roku w Centre culturel et sportif Atert w Bertrange. W ramach turnieju finałowego odbyły się półfinały i finał. Po raz szesnasty Puchar Luksemburga zdobył VC Stroossen, który w finale pokonał VB Echternach.

## System rozgrywek
Rozgrywki o Puchar Luksemburga w sezonie 2023/2024 składały się z 1/8 finału, ćwierćfinałów oraz turnieju finałowego, w ramach którego odbyły się półfinały i finał. Nie był grany mecz o 3. miejsce. Przed każdą rundą przeprowadzane było losowanie wyłaniające pary meczowe. We wszystkich rundach rywalizacja toczyła się w systemie pucharowym, a o awansie decydowało jedno spotkanie.

## Drużyny uczestniczące
| Novotel-Ligue (8 drużyn) | Novotel-Ligue (8 drużyn) |
| ------------------------ | ------------------------ |
| CHEV Diekirch            | ćwierćfinał              |
| VB Amber-Lënster         | 1/8 finału               |
| VB Echternach            | finał                    |
| VC Belair                | 1/8 finału               |
| VC Fentange              | ćwierćfinał              |
| VC Lorentzweiler         | półfinał                 |
| VC Stroossen             | zwycięstwo               |
| Volley Bartreng          | 1/8 finału               |

| Division 1 (3 drużyny) | Division 1 (3 drużyny) |
| ---------------------- | ---------------------- |
| Escher VBC             | półfinał               |
| RSR Walfer             | ćwierćfinał            |
| VC Bissen              | 1/8 finału             |
| Division 2 (2 drużyny) |                        |
| VC Stengefort          | 1/8 finału             |
| Volley 80 Pétange      | 1/8 finału             |
| Division 3 (1 drużyna) |                        |
| CS GYM Volley          | ćwierćfinał            |

## Rozgrywki

### 1/8 finału
| 5.11.2023 18:00 (UTC+1) | VC Stengefort | 0:3 (15:25, 23:25, 13:25) raport | VB Echternach | Centre sportif Steinfort, Steinfort Sędziowie: Michel Klepper i Tanja Lepore |

| 4.11.2023 14:30 (UTC+1) | RSR Walfer | 3:2 (23:25, 25:23, 25:22, 21:25, 15:12) raport | Volley 80 Pétange | Hall omnisports Prince Henri, Walferdange Sędziowie: Marko Zlatić |

| 4.11.2023 20:00 (UTC+1) | Volley Bartreng | 0:3 (21:25, 25:27, 21:25) raport | VC Stroossen | Centre sportif Niki Bettendorf, Bertrange Sędziowie: Sven Clement i Raoul Jungers |

| 5.11.2023 18:00 (UTC+1) | VC Bissen | 0:3 (17:25, 17:25, 20:25) raport | CHEV Diekirch | Hall sportif Bissen, Bissen Sędziowie: Carole Hepp |

| 4.11.2023 17:00 (UTC+1) | Escher VBC | 3:2 (25:22, 23:25, 18:25, 25:15, 15:13) raport | VC Belair | Centre omnisports Henri Schmitz, Esch-sur-Alzette Sędziowie: Marc Burelbach i Jinyuan Wang |

| 4.11.2023 20:00 (UTC+1) | VB Amber-Lënster | 0:3 (14:25, 9:25, 17:25) raport | VC Lorentzweiler | Sportshal Aal Primärschoul, Junglinster Sędziowie: Marc Goedert i Christovão Cavalcanti |

Wolny los: CS GYM Volley, VC Fentange

### Ćwierćfinały
| 24.02.2024 16:00 (UTC+1) | RSR Walfer | 1:3 (18:25, 16:25, 26:24, 17:25) raport | Escher VBC | Hall omnisports Prince Henri, Walferdange Sędziowie: Paul Ennesch i Ben Reyter |

| 24.02.2024 19:30 (UTC+1) | VC Lorentzweiler | 3:0 (25:19, 25:17, 25:20) raport | VC Fentange | Hall des sports, Lorentzweiler Sędziowie: Andriej Gorbaczow i Paul Dobre |

| 25.02.2024 18:00 (UTC+1) | VC Stroossen | 3:0 (26:24, 25:17, 25:13) raport | CHEV Diekirch | Hall omnisports, Strassen Sędziowie: Raoul Jungers i Marco Braas |

| 25.02.2024 17:30 (UTC+1) | CS GYM Volley | 0:3 (18:25, 19:25, 22:25) raport | VB Echternach | Hall omnisports Cents, Luksemburg Sędziowie: Gildas Sagot i Michel Klepper |

### Turniej finałowy

#### Półfinały
| 22.03.2024 18:30 (UTC+1) | Escher VBC | 0:3 (20:25, 21:25, 22:25) raport | VB Echternach | Centre culturel et sportif Atert, Bertrange Sędziowie: Stefan Vanderbeeken i Carole Hepp |

| 22.03.2024 20:30 (UTC+1) | VC Lorentzweiler | 0:3 (22:25, 21:25, 28:30) raport | VC Stroossen | Centre culturel et sportif Atert, Bertrange Sędziowie: Péter Sántosi i Michel Klepper |

#### Finał
| 23.03.2024 20:30 (UTC+1) | VB Echternach | 0:3 (22:25, 12:25, 21:25) raport | VC Stroossen | Centre culturel et sportif Atert, Bertrange Sędziowie: Romain Breuer i Michel Klepper |